# Кровлі (Луїзіана)
Кровлі (англ. Crowley) — місто (англ. city) в США, в окрузі Акадія штату Луїзіана. Населення — 11 710 осіб (2020).

## Географія
Кровлі розташоване за координатами 30°13′4″ пн. ш. 92°22′32″ зх. д. / 30.21778° пн. ш. 92.37556° зх. д. (30.217650, -92.375446).  За даними Бюро перепису населення США в 2010 році місто мало площу 14,89 км², з яких 14,89 км² — суходіл та 0,00 км² — водойми.

## Демографія
Згідно з переписом 2010 року, у місті мешкало 13 265 осіб у 5102 домогосподарствах у складі 3304 родин. Густота населення становила 891 особа/км².  Було 5852 помешкання (393/км²).
Расовий склад населення:
| - 64,6 % — білих - 32,5 % — чорних або афроамериканців - 0,3 % — корінних американців - 0,3 % — азіатів |

До двох чи більше рас належало 1,5 %. Частка іспаномовних становила 1,9 % від усіх жителів.
За віковим діапазоном населення розподілялося таким чином: 27,1 % — особи молодші 18 років, 57,5 % — особи у віці 18—64 років, 15,4 % — особи у віці 65 років та старші. Медіана віку мешканця становила 36,6 року. На 100 осіб жіночої статі у місті припадало 90,7 чоловіків;  на 100 жінок у віці від 18 років та старших — 85,0 чоловіків також старших 18 років.
Середній дохід на одне домашнє господарство  становив 43 042 долари США (медіана — 25 607), а середній дохід на одну сім'ю — 53 344 долари (медіана — 35 593). Медіана доходів становила 42 727 доларів для чоловіків та 21 971 долар для жінок. За межею бідності перебувало 34,9 % осіб, у тому числі 39,1 % дітей у віці до 18 років та 21,5 % осіб у віці 65 років та старших.
Цивільне працевлаштоване населення становило 4439 осіб. Основні галузі зайнятості: освіта, охорона здоров'я та соціальна допомога — 27,2 %, роздрібна торгівля — 13,2 %, виробництво — 13,2 %.